# Moval
Moval korábbi község (település) Franciaországban, Territoire de Belfort megyében. 2019. január 1-jén Meroux községgel egyesült és Meroux-Moval új község része lett.
Lakosainak száma 448 fő (2018. január 1.). Moval Sevenans, Bourogne, Meroux és Trévenans községekkel határos.

## Népesség
A település népességének változása:
| Lakosok száma | 428  | 427  | 441  | 441  | 448  |
|               | 2013 | 2015 | 2016 | 2017 | 2018 |